# Élections législatives de 1932 aux îles Féroé
Les élections générales féroïennes se sont tenues le 19 janvier 1932. 2 sièges de moins ont été à pourvoir. Elles sont marquées par la victoire du Parti de l'union qui emporte 11 des 21 sièges au Løgting.

## Résultats
| Parti | Parti                       | Voix  | %     | +/-        | Sièges | +/-        |
| ----- | --------------------------- | ----- | ----- | ---------- | ------ | ---------- |
|       | Parti de l'union            | 3 936 | 50,15 | 4,08       | 11     | 1          |
|       | Parti de l'autogouvernement | 2 931 | 37,34 | 4,98       | 8      | 3          |
|       | Parti social-démocrate      | 825   | 10,51 | 0,09       | 2      | stagnation |
|       | Indépendants                | 143   | 1,82  | 0,81       | 0      | stagnation |
|       | Parti séparatiste           | 14    | 0,18  | 0,18       | 0      | stagnation |
| Total | Total                       | 7 849 | 100   | stagnation | 21     | 2          |